# Лаган (река в Швеция)
Лаган (на шведски: Lagan) е река в Южна Швеция (провинции Йоншьопинг, Крунубери и Халанд), вливаща се в протока Категат на Балтийско море. Дължина 244 km, площ на водосборния басейн 6452 km².

## Географска характеристика
Река Лаган изтича от южната част на малкото езеро Тагешон, разположено на 224 m н.в., в северозападната част на платото Смоланд, на 8 km южно от град Йоншьопинг, лен Йоншьопинг, Южна Швеция. В горното и средно течение има южно направление, а в долното – западно. Тече предимно в широка и плитка долина в отделни участъци с бързеи и прагове и преминава през няколко проточни езера (Екерн, Сандитен, Видьостерн). Влива се в залива Лахолмсбуктен, източната част на протока Категат на Балтийско море, на 7 km северозападно от град Лахолм, лен Халанд.
Водосборният басейн на река Лаган обхваща площ от 6452 km². Речната ѝ мрежа е двустранно развита. На север, изток и юг водосборният басейн на Лаган граничи с водосборните басейни на реките Нисан, Емон, Мьорумсон и други по-малки, вливащи се в Балтийско море. Основни притоци: леви – Херон (68 km, 650 km²), Туфтаон; десни – Булмон (172 km, 2100 km²), Кроко.
Лаган има снежно-дъждовно подхранване с ясно изразено пролетно пълноводие и зимно маловодие. Среден годишен отток в устието 82 m³/s. През зимата замръзва за период от 2 – 3 месеца.

## Стопанско значение, селища
По течението ѝ са изградени няколко малки ВЕЦ-а. Част от водите ѝ се използват за битово и промишлено водоснабдяване. Долината ѝ е гъсто заселена, като най-големите селища разположени по течението ѝ са градовете: Вагерюд,Шилингарюд, Вернаму, Юнгбю, Маркарюд и Лахолм.